# Большая Варламовка
Большая Варламовка — река в России, протекает по территории Туруханского района Красноярского края. Правый приток Енисея.

## География
Река Большая Варламовка протекает по болотистой местности вдали от населённых пунктов по территории Центральносибирского заповедника. Основные притоки (от истока до устья): Раскол, Раскосая, Маленькая, Большая Раскосая, Сухая, Шумный, Малая Варламовка, Крутой, Варламовский. Впадает в Енисей справа на расстоянии 1436 км от устья. Длина реки — 196 км, площадь водосборного бассейна — 2230 км².

## Данные водного реестра
По данным государственного водного реестра России относится к Енисейскому бассейновому округу. Код водного объекта — 17010600112116100053943.